# Bengt Johan Ennes
Bengt Johan Ennes, född 21 augusti 1728 i Östra Hoby, Kristianstads län, död 19 mars 1811 i Fryele i Jönköpings län, var en svensk militär och miniatyrmålare.
Han var son till ryttmästaren Barthold Ennes och Anna Magdalena Seth samt från 1763 gift med Ulrika Eleonora Chorman och farfar till Johan Henrik Ennes. Ennes var major vid Jönköpings regemente men var även verksam som miniatyrmålare. 